# Deo volente
Deo volente (од лат. Deus бог и volens добре воље, вољан; у преводу по Божијој вољи, тако Бог жели, тако Бог хоће, ако Бог да), израз је којим се признаје Божија воља, намера и промисао у људском животу. Често се може наћи у скраћеном облику D. V..